# لوین نیاتانگا
لوین نیاتانگا (انگلیسی: Lewin Nyatanga؛ زادهٔ ۱۸ اوت ۱۹۸۸) بازیکن فوتبال اهل بریتانیا است.
از باشگاه‌هایی که در آن بازی کرده‌است می‌توان به باشگاه فوتبال بارنزلی، باشگاه فوتبال ساندرلند، باشگاه فوتبال پیتربورو یونایتد، باشگاه فوتبال دربی کانتی، و باشگاه فوتبال بریستول سیتی اشاره کرد.
وی همچنین در تیم‌های ملی فوتبال زیر ۱۷ سال ولز، زیر ۲۱ سال ولز، و بزرگسالان ولز بازی کرده‌است.